# Jurgów
Jurgów es una aldea pequeña (900 hab.) en Spisz la región de Polonia meridional, cerca de la frontera con Eslovaquia y la ciudad de Bukowina Tatrzańska, en el río de Białka.

## Vistas y atracciones

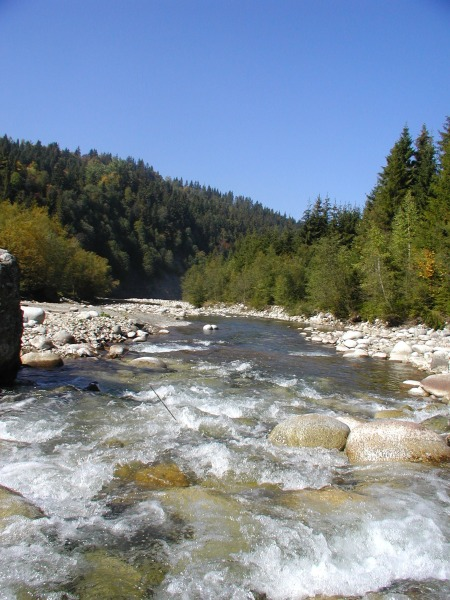
Río Białka cerca de Jurgów.

- La iglesia de madera hermosa e histórica del San Sebastián, a partir de 1670. Se hace totalmente de la madera, y sigue funcionando hoy.

La iglesia se ha reconstruido dos veces: primero en 1811 y otra vez en 1869. Está rodeada de árboles grandes, muy viejos. Las paredes y la azotea de la iglesia son de ripias de madera, y tiene un interior Rococó, incluyendo muchas figuras talladas de ángeles, de santos, del etc. 
- Un grupo de las chozas de los pastores en el claro de “Podokólne”. El pastaje de vacas y de ovejas era una ocupación primaria de los aldeanos de Jurgów, que poseyeron muchos pastizales en las montañas de Tatra donde pastaron a su hacienda, y tenía muchas chozas.

Después de que perdieran sus pastos en el Tatras, movieron sus estructuras abajo desde las montañas y las montaron en un claro próximo. Utilizan éstos para abrigar sus vacas y ovejas a partir de la entrada al otoño. Alguna gente también permanece allí por una época durante el mismo período. 
- Hay también un viejo aserradero de accionamiento hidráulico, que sigue funcionando hoy.

- Croft de Soltys, que es actualmente una parte del museo de Tatra en Zakopane.